# Putumayo (Colombie)
Pour les articles homonymes, voir Putumayo.
Le département de Putumayo est l'un des 32 départements de la Colombie. Il se trouve au sud-ouest du pays, à la frontière avec l'Équateur et le Pérou. Sa capitale est Mocoa.

## Toponymie
Le département tire son nom de la rivière Putumayo, un affluent de l'Amazone qui marque sa frontière sud.

## Histoire

### XIXeetXXesiècles

La province de Popayán en 1810.
Le département de Cauca en 1824.
Le territoire national du Caquetá en 1855.
L'État souverain de Cauca en 1863.
Le département de Putumayo depuis 1991.

## Géographie

### Géographie physique

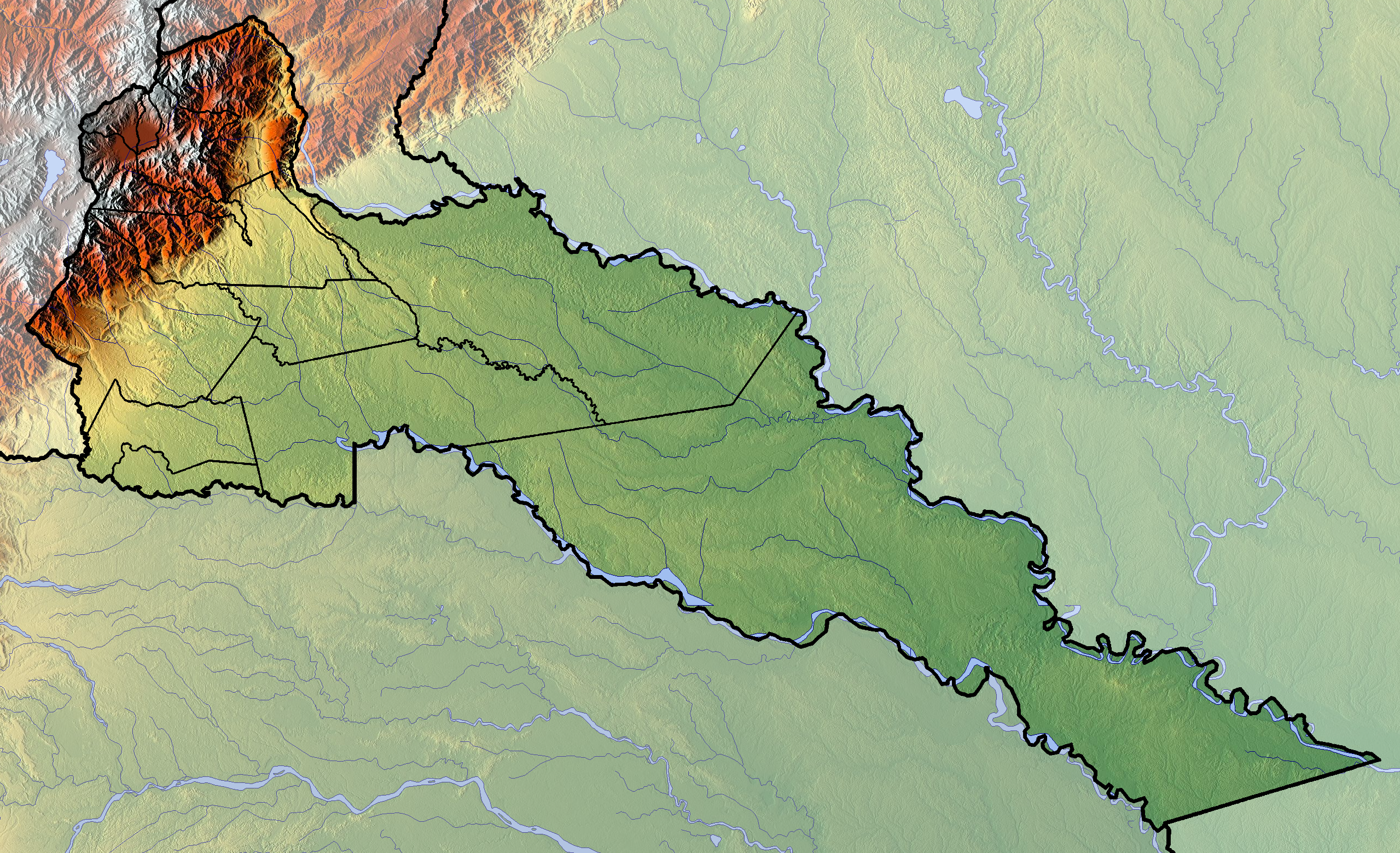
Carte topographique du Putumayo.

Le département de Putumayo se trouve au sud du pays. Il est bordé à l'ouest par le département de Nariño, au nord par ceux de Cauca et Caquetá, à l'est par celui d'Amazonas, et au sud par le Pérou et l'Équateur
Dans la partie ouest du département se trouve le piémont de la cordillère des Andes, où naissent de nombreux fleuves. Le reste du territoire départemental est occupé par la forêt amazonienne.
Les fleuves importants sont le río Putumayo, qui avec le río San Miguel marque la frontière sud, et le río Caquetá, qui marque la frontière nord. Tous deux sont des affluents de l'Amazone.

### Découpage administratif

Municipalités de Putumayo.

Le département de Putumayo est divisé en treize municipalités. Sa capitale est Mocoa.
| Municipalité      | Superficie (km2) | Population (2005) | Densité (hab./km2) |
| ----------------- | ---------------- | ----------------- | ------------------ |
| Colón             | 102              | 4 198             | 41,16              |
| Mocoa             | 1 030            | 36 185            | 35,13              |
| Orito             | 1 862,36         | 39 519            | 21,22              |
| Puerto Asís       | 2 610            | 45 745            | 17,53              |
| Puerto Caicedo    | 864              | 10 581            | 12,25              |
| Puerto Guzmán     | 4 340            | 5 114             | 1,18               |
| Puerto Leguízamo  | 11 640           | 9 938             | 0,85               |
| San Francisco     | 480              | 5 270             | 10,98              |
| San Miguel        | 358              | 15 245            | 42,58              |
| Santiago          | 445              | 5 830             | 13,1               |
| Sibundoy          | 93               | 11 529            | 123,97             |
| Valle del Guamuez | 876              | 32 958            | 37,62              |
| Villagarzón       | 1 250            | 15 085            | 12,07              |

## Démographie
| 1985    | 1990    | 1995    | 2000    | 2005    | - |
| ------- | ------- | ------- | ------- | ------- | - |
| 210 030 | 237 860 | 268 179 | 293 525 | 310 132 | - |

### Ethnographie
Selon le recensement de 2005, 20,9 % de la population de Putumayo se reconnait comme étant « indigène », c'est-à-dire descendant d'ethnies amérindiennes et 5,5 % se définit comme afro-colombienne.

## Économie
Les concessions détenues par les compagnies pétrolières recouvrent 70 % des territoires ancestraux des peuples autochtones. L’activité de ces compagnies engendre des dégâts considérables pour les écosystèmes environnants et pour la vie des communautés : déforestation, contamination de l’eau et hausse de l’activité sismique.